# Series filatélicas de España
Las series filatélicas de España se iniciaron con la emisión del primer sello español en 1850, la denominada serie básica, que representa la efigie del monarca reinante y que se prolonga hasta su muerte o abdicación. En el caso de la primera, fue la efigie de Isabel II (1830-1904); serie de cinco sellos.
La primera serie conmemorativa en España fue la del tercer centenario del Quijote, emitida por Correos y Telégrafos en 1905. Desde entonces se han visto numerosas series con temáticas diversas.
La serie «Personajes» fue iniciada en 1931 y sigue emitiéndose hasta nuestros días, convirtiéndose así en la serie más larga y con mayor número de sellos en la historia del sello español.
Entre las series destacables están las siguientes: «Escudos de Armas de Provincias» (de 1962 a 1966), «Trajes típicos femeninos» (de 1967 a 1971), «Uniformes Militares» (de 1973 a 1978), «Castillos», «Centenarios», «Deportes», «Pintores», etc.